# Austroderia
Austroderia is een geslacht uit de grassenfamilie (Poaceae). Het geslacht telt vijf soorten die voorkomen in Nieuw-Zeeland.

## Soorten
- Austroderia fulvida (Buchanan) N.P.Barker & H.P.Linder
- Austroderia richardii (Endl.) N.P.Barker & H.P.Linder
- Austroderia splendens (Connor) N.P.Barker & H.P.Linder
- Austroderia toetoe (Zotov) N.P.Barker & H.P.Linder
- Austroderia turbaria (Connor) N.P.Barker & H.P.Linder